# 黒龍丸
黒龍丸（こくりゅうまる）は、大阪商船が所有していた、大阪港・大連港連絡航路の貨客船。当時最新の機関を備えた高速船として1937年に建造された。太平洋戦争後期の1944年10月にアメリカ海軍の潜水艦により撃沈された。なお、大連汽船も同名の貨物船「黒龍丸」（6,112総トン）を同時期に運航しているが、異なる船である。

## 建造
大阪商船は命令航路として大阪・大連航路の貨客船を運航していた。1930年代に船舶改善助成施設など政府の補助金交付による新型商船の建造が進む中、大阪商船は、助成対象船以外にも独自の船質改善を図ることにした。そのうち、満州国建国などで需要が高まっている大連航路増強のために計画されたのが、「黒龍丸」と「鴨緑丸」から成る黒龍丸級貨客船である。
黒龍丸級は、1935年（昭和10年）に同じ大連航路へ就航したばかりの吉林丸級貨客船をさらに改良したもので、基本設計は「ばいかる丸」以来「うらる丸」などの大連航路船の流れをくむ蒸気タービン推進の高速貨客船である。主任設計者は他の大阪商船新鋭船と同じく和辻春樹が担当した。和辻は、シアー（en, 舷弧：船首尾方向の甲板の反り上がり）とキャンバー（en, 梁矢：船側方向の甲板の曲面）を廃止した「高千穂丸」の船体設計により居住性や建造の容易さを高めて好評を博していたところ、本船もシアー・キャンバーを廃した典型的な和辻デザインとなっている。
新鋭の高速船ということで、機関関係の設備も優秀なものが搭載された。主機械には、吉林丸型や高千穂丸型で成功した三菱ツェリー（en）の衝動式蒸気タービンエンジンを採用した。ボイラーは水管式で、27kg/cm2の高圧を発揮する燃料効率に優れたものである。燃料は石油ではなく石炭であるが、新型のテイラー式下込め自動給炭装置を日本で初めて装備し、16ノットの高い航海速力を維持できた。
建造は三菱長崎造船所に発注され、1936年（昭和11年）9月19日起工、翌1937年（昭和12年）2月進水、同年7月31日に竣工。8月14日就航した。

## 運用
1937年8月15日に神戸港から大連への初航海に出た。太平洋戦争が勃発しても前半は徴用されず、そのまま民間船として運航された。1943年（昭和18年）8月29日に、黄海で貨物船「長順丸」（大連汽船：2,246総トン）と衝突し、相手方を沈没させる事故を起こしている。
戦況が悪化した大戦後半になると、「黒龍丸」は輸送船の不足から軍の徴用を受けないまま軍事輸送に従事する陸軍臨時配当船(AC船)に指定された。ルソン島への増援部隊輸送のため、1944年（昭和19年）8月にヒ73船団に加入して門司港を出たが、機関の排煙の色が濃く敵潜水艦に発見される危険が高いとして「瑞穂丸」、「あらびあ丸」とともに分離された。3隻でモタ25船団を編成して海防艦3隻の護衛で9月4日に高雄港へ到着、さらに別の護送船団に加入してマニラに到着した。兵員や物資を揚陸後、日本へ帰国する遭難船員・一般民間人・傷病兵など695人を収容し、10月21日にマタ30船団に加わってマニラから高雄へ向かった。しかし、10月24日0100、ルソン島ボヘアドール岬北西洋上で右舷2番船倉、機関室に魚雷1本ずつが命中し、1時半にスクリューをゆっくりと回しながら横転、船首から沈没した。乗員を除く乗船者のうち324人が行方不明となった。
その後、魚雷は「シードラゴン」からのものだと判断されたが、「シードラゴン」は「黒龍丸」の被雷時刻にはなんら戦闘行為を行っておらず、ほぼ同じ時刻に「7,500トン級輸送船」に魚雷を2本命中させた「スヌーク」こそが、「黒龍丸」を撃沈した真の潜水艦の可能性もある。